# Клинт, Эдди
Эдди Клинт (англ. Eddie Klint, род. 5 декабря 1987, Копенгаген) — датская модель. Получил широкую известность главным образом благодаря сотрудничеству с итальянским домом моды Prada на протяжении нескольких сезонов.

## Детство, семья
Эдди Клинт родился 5 декабря 1987 года в Копенгагене. До того как стать моделью, Эдди учился на шеф-повара и серьёзно увлекался паркуром. У Эдди есть брат.

## Карьера модели
Свой первый контракт Эдди Клинт подписал с модельным агентством DNA Models в 2005 году. Вскоре после этого на него обратила внимание дизайнер дома моды Prada Миучча Прада. В 2006 году компания подписала эксклюзивный контракт с Эдди, и в январе того же года он дебютировал на подиуме, открывая и закрывая показы осенних коллекций Prada и Miu Miu, что в модельном бизнесе считается чрезвычайно престижным. В июне 2006 года Эдди вновь принял участие в показах Prada и Miu Miu, а годом позже стал лицом мужской парфюмерной линии Prada. Сотрудничество с домом моды продолжается по сей день.
В разные годы Эдди Клинт также работал с такими известными марками, как Uniqlo, Lacoste, Gap, Bottega Veneta, итальянским домом моды Dolce & Gabbana и многими другими.
В 2008 году Эдди стал лицом рекламной кампании ЦУМа, созданной фотографами из известного дуэта Mert & Marcus — Мертом Аласом и Маркусом Пигго.

## Плавание через Атлантику
1 июля 2010 года Эдди вместе с братом и другом Магнусом на 30-метровом паруснике «Опал» отправились в плавание через Атлантический океан, о чём Эдди рассказал в интервью сайту Models.com Архивная копия от 17 декабря 2013 на Wayback Machine. Подготовка к путешествию заняла около полутора лет, в течение которых команда сдала необходимые экзамены, были получены соответствующие разрешения, а судно прошло подготовительный ремонт. Первая часть маршрута пролегала от Копенгагена через Кильский канал, пролив Ла-Манш, Бискайский залив, далее вдоль побережья Испании, Португалии, Марокко, мимо Канарских островов вплоть до Кабо-Верде. После остановки в Кабо-Верде «Опал» пересек Атлантический океан, двигаясь к побережью Бразилии. После стоянки в Белене, команда отправилась к острову Тобаго. Ключевыми пунктами дальнейшего маршрута стали Гренада, Доминиканская Республика, Теркс и Кайкос и Нью-Йорк. Обратный путь в Европу пролегал через Азорские острова.
Отец Магнуса, друга Эдди, вместе со своим другом купили «Опал» в 70-е годы XX века. До того судно использовалось в качестве рыболовного траулера и находилось в плачевном состоянии. Друзья ремонтировали «Опал» своими руками, и на то, чтобы переделать его в парусник, у них ушло около 10 лет. Отец Эдди помогал с ремонтом.
Каждое лето с самого детства Эдди проводил на «Опале», поэтому знал судно досконально, что и позволило ему отправиться на нём в столь длительное плавание.
В планах Эдди совершить подобное путешествие по Тихому океану.